# 周義敏
周義敏（1875年—1947年6月5日），本名春木，台灣嘉義縣打貓東下堡番仔潭庄（現嘉義縣竹崎鄉番子潭）出身的佛教僧人，台灣佛教四大法脈之一高雄大崗山派之派祖。

## 略歷
幼年在開元寺出家。日治時代明治38年（1905年），和徒弟永定初遊大崗山超峰寺。明治41年（1908年），帶領徒弟永定駐錫超峰寺，任住持，中興超峰寺。明治44年（1911年），重修竹崎清華山觀音亭，易名「德源禪寺」。大正2年（1913年），任嘉義彌陀寺住持，重修該寺。大正11年（1922年），創立二水碧雲寺。昭和15年（1940年），任靜林山白雲堂住持。戰後，在新超峰寺圓寂。

## 脚注
1. ↑  許雪姬，台灣歷史辭典，遠流，2003年